# مهوه
مَهوه، مهویه، مهیوه، مَهوو یا مهیاوه، که به عربی مِشاوَة  گفته می‌شود، از خوردنی‌های جنوب ایران به‌ویژه در شهرستان‌های، اوز، لارستان خنج، لامرد، مُهر، گراش، زرین دشت، جهرم، بستکو دهستان‌های بیغرد، فیشور و استان هرمزگان است.
«مهوه» بر وزن «قهوه» که «مهیاوه» یا «مَویُه Muwyoh» هم گفته می‌شود به گویش محلی، در تمام منطقه هرمزگان و به ویژه جنوب فارس دیده می‌شود و بسیار رایج است. مهیاوه مایعی است به رنگ تیره مایل به خاکستری و بوی تندی دارد.

## طرز تهیه مهوه
ابتدا ماهی ساردین ریز به‌طول پنج تا ده سانتیمتر که بنام «حَشینه» معروف است که به لهجه محلی «مُوتُو» می‌نامند، پس از خشک کردن کوبیده و با جو برشته و خردل (در گویش محلی: خندل) برشته شده و کوبیده شده مخلوط نموده و مقداری نمک و آب به اندازه معینی به آن اضافه نموده که مایع نسبتاً روانی بدست می‌آید که همان «مهوه» یا « مهیاوه » است.
در بعضی جاها آن را جلوی آفتاب می‌گذارند تا تخمیر شود که بوی خاصی ناشی از تخمیر نیز پیدا می‌کند. این بو برای کسانی که اولین بار با آن مواجه می‌شوند بوی مطبوعی نیست.

## طرز مصرف مهیاوه
مهوه را داخل پیاله‌ای در سفره می‌گذارند و در خوردن آن فقط قسمتی از نان را با آن خیس می‌کنند، طعم آن تند است و نمی‌توان زیاد خورد. به‌ویژه صبح‌ها به جای پنیر از آن استفاده می‌شود. در بعضی اوقات در موقع پختن نان «مهوه» و روغن روی آن می‌مالند و به آن «نان مهوه‌ای» می‌گویند. نان مهوه و روغنی که در این نواحی درست می‌کنند مشهور است.

## فواید غذایی مهوه
مهوه دارای فسفر و کلسیم و چربی زیادی است که همگی از ماهی بدست آمده است.
مردم منطقه جنوب می‌گویند که فرمول مهوه یا (مهیاوه) را ابن سینا طبیب و دانشمند ایرانی یا به‌قول بعضی‌ها بزرگمهر وزیر انوشیروان تهیه نموده است و معتقدند خوردن مهوه که دارای خردل هم هست از ابتلا به بیماری پوستی (پیس) جلوگیری می‌کند.

## کلمه مهوه

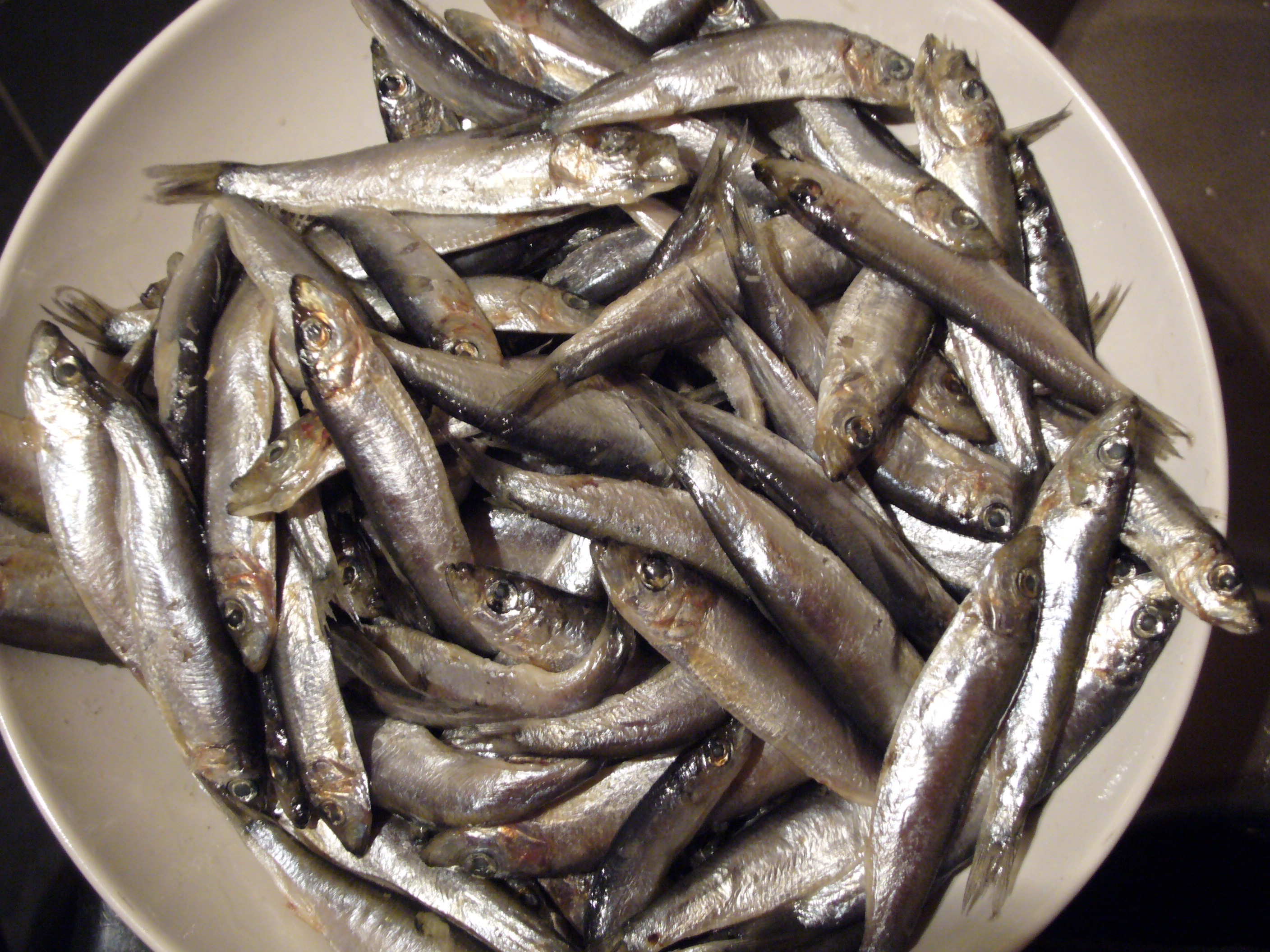
ماهی متوت «هَشینه»

گویا کلمه «مهوه» یا «مهیاوه» در اصل از دو کلمه ماهی و آب مرکب بوده که (آوه) یا (أو) به گویش محلی بمعنای آب می‌باشد، یعنی آب و ماهی.

## در ادبیات فارسی
ابواسحاق اطعمه در «فرهنگ دیوان اطعمه» در مذمت مهیوه می‌نویسد: «المهیوه: از آن [کشکینه] گَنده‌تر و مُردارتر و اصلش از آب ماهی است و مهملاتی چند‌ که مرده‌شویان لار میدانند. الضایع: نانی که با آن خورند. الباطل: سعیی که در آن کنند. الدار النکبة: خانه‌ای که او آنجا باشد و این درخانه همه انسان نیست.»

## فهرست منابع و مآخذ
- محمدیان، کوخردی، محمد، “ «به یاد کوخرد» “، ج۲. چاپ اول، دبی: سال انتشار ۲۰۰۳ میلادی.
- محمد، صدیق «تارخ فارس» صفحه‌های (۵۰ ـ ۵۱ ـ ۵۲ ـ ۵۳)، چاپ سال ۱۹۹۳ میلادی.
- الکوخردی، محمد، بن یوسف، (کُوخِرد حَاضِرَة اِسلامِیةَ عَلی ضِفافِ نَهر مِهران Kookherd, an Islamic District on the bank of Mehran River) الطبعة الثالثة، دبی: سنة ۱۹۹۷ للمیلاد.
- محمدیان، کوخردی، محمد،  (شهرستان بستک و بخش کوخرد) ، ج۱. چاپ اول، دبی: سال انتشار ۲۰۰۵ میلادی